# Бољијето (Асти)
Бољијето је насеље у Италији у округу Асти, региону Пијемонт.
Према процени из 2011. у насељу је живело 924 становника. Насеље се налази на надморској висини од 213 м.